# Uniqecheck
UniqeCheck — онлайн-сервіс для перевірки текстових документів на наявність плагіату та фрагментів, створених за допомогою штучного інтелекту. Система аналізує завантажені матеріали, порівнюючи їх з відкритими джерелами в Інтернеті, власною базою даних та файлами з особистої бази користувача.

## Історія
UniqeCheck засновано у 2023 році компанією STOS SL. Основна мета створення сервісу - підтримка принципів академічної доброчесності та підвищення якості освіти шляхом впровадження інструментів для об’єктивної перевірки текстів.
Початково UniqeCheck функціонував як онлайн-сервіс пошуку плагіату з алгоритмом аналізу тексту, розробленим лінгвістами, викладачами та IT-фахівцями. Система розбиває текст на фрази та виконує пошук збігів у реальному часі в Інтернеті, у внутрішній базі даних та у файлах з бібліотеки користувача. Алгоритм здатен виявляти підміну символів, а також розпізнавати цитати й виноски, автоматично виключаючи їх зі звіту.
З часом функціонал розширився: окрім перевірки плагіату, сервіс отримав інструменти виявлення AI-згенерованих текстів, перевірки граматики, створення бібліографічних цитат, а також базові функції редагування та коректури. Щомісячна аудиторія сервісу перевищує 2000 активних користувачів.
В Україні серед партнерів - Рівненський державний гуманітарний університет, Національний університет біоресурсів і природокористування України, Національний університет «Острозька академія», Чернівецький національний університет імені Юрія Федьковича, Східноукраїнський національний університет імені Володимира Даля, Національного університету кораблебудування імені адмірала Макарова, Луцький національний технічний університет та Львівський державний університет безпеки життєдіяльності.

## Використання
Для роботи з UniqeCheck необхідно пройти реєстрацію. Сервіс доступний кількома мовами, зокрема українською, англійською, арабською, німецькою, іспанською, італійською, турецькою, французькою та іншими.
UniqeCheck застосовується як індивідуальними користувачами - студентами, викладачами, журналістами, письменниками, - так і навчальними закладами. Школи, коледжі, Університети можуть використовувати сервіс у вебверсії, інтегрувати його в системи управління навчанням (LMS) або підключати через API. Підтримуються формати DOC, docx, rtf, txt, odt, HTML, zip та PDF формати.